# Kohleria hillii
Kohleria hillii là một loài thực vật có hoa trong họ Tai voi. Loài này được (Regel) H.E. Moore mô tả khoa học đầu tiên năm 1954.